# 29647 Poncelet
29647 Poncelet este o planetă minoră (asteroid), cu un diametru de 2,584 km, din centura de asteroizi. A fost descoperită pe 17 noiembrie 1998 la Prescott Observatory⁠(d) de Paul G. Comba⁠(d) și a fost numită după Jean-Victor Poncelet. 
Obiectul prezintă o orbită caracterizată de o semiaxă mare de 2,3491591 UAi, o excentricitate de 0,16, o înclinație de 2,02861 ° în raport cu ecliptica.